# Ludwigshütte bei Biedenkopf

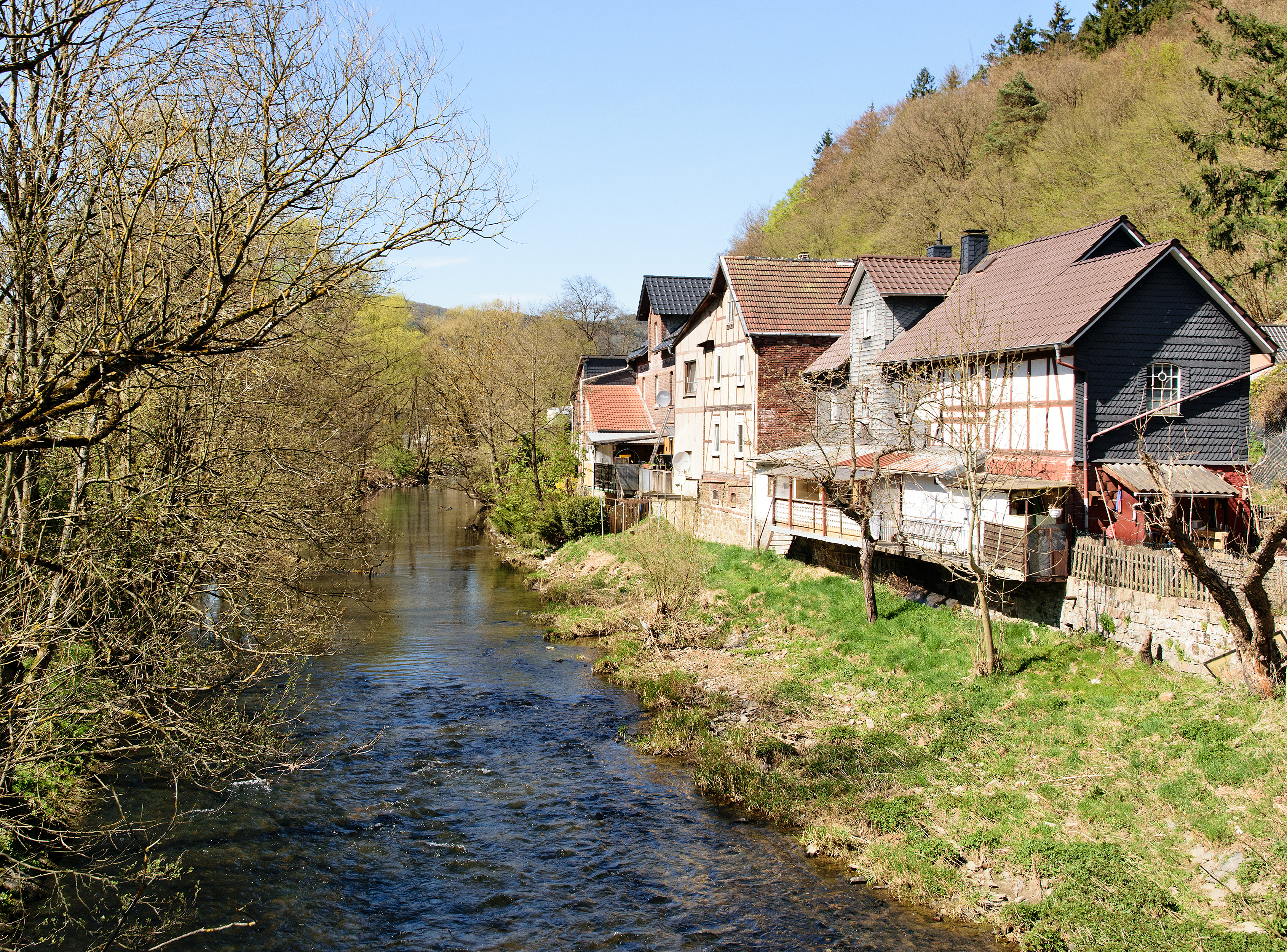
Der Biedenköpfer Ortsteil Ludwigshütte im Jahr 2015

Die Ludwigshütte bei Biedenkopf war eine der bedeutendsten Eisenhütten in der nordwestlichen Lahn-Dill-Region und lag bei nach ihr benannten Industriesiedlung Ludwigshütte in der mittelhessischen Stadt Biedenkopf. Ihr Ursprung reicht bis in die erste Hälfte des 16. Jahrhunderts zurück. In den einschlägigen Akten des 16. bis 18. Jahrhunderts firmierte sie unter der Bezeichnung Hütte zu Biedenkopf. Ihren späteren Namen „Ludwigshütte“ erhielt sie erst in den 1770er Jahren und spätestens seit den Briefwechseln von Philipp Engel Klippstein „Geschichte und Beschreibung der Ludwigshütte und der dazu gehörigen Stabhämmer“ von 1781 hat sich der Name „Ludwigshütte“ eingebürgert.

## Die Ursprünge der Ludwigshütte bei Biedenkopf
Die Gründung der Ludwigshütte bei Biedenkopf lässt sich quellenmäßig nicht genau datieren, da eine Verleihungsurkunde und andere zeitgenössische Aktenstücke nicht mehr vorhanden sind. Die erste schriftliche Erwähnung liegt vom 14. Dezember 1569 vor, als die fürstliche Kanzlei des Landgrafschaft Hessen-Marburg die Betreiber der Waldschmiede zu Biedenkopf aufforderte, die bereits seit einem Jahr abgelaufene Konzession für die Hütte zu erneuern. Die zwischen den Betreibern und der Kanzlei geführten Schriftwechsel lassen erkennen, dass die Verleihung der Hütte schon 1562 bestätigt wurde und diese Verlängerung schon mehrfach geschehen war. Die Bergrechnungen für das Amt Dillenburg weisen Eisensteinlieferungen u. a. auch für das Hüttenwerk in Biedenkopf für die Jahre 1547 bis 1552 aus, sodass die Biedenkopfer Hütte bereits 1547 bestanden haben muss.
Die Hütte bei Biedenkopf ging 1588 in den Besitz des Landgrafen Ludwig IV. zu Hessen-Marburg (1537–1604) über, nach seinem Tod 1604 kurzfristig an den Landgrafen Moritz von Hessen-Kassel (1572–1632) und anschließend bis 1866 an die Landgrafen von Hessen-Darmstadt. Die wechselvolle Betriebsgeschichte der Hütte entweder als landesherrschaftlicher oder aber als verpachteter Betrieb bis zum Beginn des 19. Jahrhunderts hat G. Schache im zweiten Band der Geschichte der Buderus’schen Eisenwerke quellenmäßig ausführlich dargelegt. Die Darstellung von Klippstein zur Ludwigshütte von 1781 liefert einen detaillierten Überblick mit historischen Rückblicken zum damaligen Stand der Ludwigshütte.
Eisensteinfahrten
Zur Aufrechterhaltung des Hüttenbetriebes mussten Einwohner, auch aus entferntliegenden Ortschaften, Eisensteine mit Kuh- und Ochsenfuhrwerken zur Hütte fahren. Als die Hüttner-Hütte (Wommelshausen-Hütte) Anfang des 17. Jahrhunderts geschlossen wurde, mussten die Einwohner von Bottenhorn ab 1668 Erz zur Ludwigshütte bei Biedenkopf bringen. Eine Aufstellung aus dieser Zeit belegt, welche Gemeinde wie viel Eisenerz zur Ludwigshütte „gegen billigmäßige Entlohnung“ zu fahren hatte: Bottenhorn 126 Maß, Günterod 102 Maß, Endbach 100 Maß, Hartenrod 91 Maß, Schlierbach 45 Maß und Wommelshausen 85 Maß. Eine Eisensteinfahrt (Hin- und Rückweg, gerechnet ab Bad Endbach) mit einem hölzernen Kastenwagen dauerte länger als einen Tag und eine Nacht. Die Zugtiere, Ochsen und Fahrkühe mussten unterwegs gefüttert, getränkt und es musste Zeit für Ausruhen, Wiederkäuen und Nachtruhe eingeräumt werden. Bereits 1660 wurde Eisenstein aus Wommelshausen zur Bieberhütte bei Rodheim-Bieber gefahren.
Die Ludwigshütte entwickelte sich im 18. Jahrhundert mit ihren beiden angegliederten Stabhämmern zu Ludwigshütte und Hatzfeld zu einer der größten Hüttenwerke in der Lahn-Dill-Region. Sie produzierte am Ende des 18. Jahrhunderts zeitweise mehr Roheisen, als auf ihren beiden Hämmern verarbeitet werden konnte. Das überschüssige Roheisen wurde ins Wittgensteinische und ins Kölnische verkauft. Im Jahre 1789 erweiterte die hessen-darmstädtische Landesherrschaft daher mit dem Erwerb des Battenberger Auhammer die Hütte um einen dritten Hammer, um das bislang exportierte Roheisen selbst im Land zu Fertigprodukten verarbeiten zu können. Deren Verkauf erbrachte einen höheren Erlös als der des ausgeführten Roheisens.

## Die Ludwigshütte im frühen 19. Jahrhundert als fiskalisches Unternehmen
Die Ludwigshütte befand sich zu Anfang des 19. Jahrhunderts erneut in Verpachtung, und zwar an den Kammerherrn von Breidenstein, der das Werk um den in seinem Besitz befindlichen Breidensteiner Hammer erweiterte. Die Ludwigshütte wechselte bis in die 1830er Jahre zwischen landesherrschaftlichem Eigenbetrieb, wenn die Landesherrschaft nach Ablauf der Pachtzeit keinen neuen Interessenten finden konnte, und erneuter Verpachtung.
Die Verpachtung der fiskalischen Betriebe wurde immer schwieriger und zweitaufwendiger, da sich private Unternehmer kaum noch den restriktiven Bedingungen der Pachtverträge unterwerfen wollten, zumal diese Art der Wirtschaftsordnung noch aus einer Gedankenwelt des 18. Jahrhunderts herrührte und nicht mehr den Vorstellungen eines freien wirtschaftlichen Handelns des frühen 19. Jahrhunderts entsprach.
Die Großherzogliche Hessische Landesregierung bemühte sich daher bereits im September 1823 – gut 1¼ Jahre vor Ablauf des Pachtvertrages Ende des Jahres 1824 – mit entsprechenden Ausschreibungen um einen neuen privaten Betreiber und setzte den Termin für die öffentliche Auktion auf den 10. November 1823 fest. Allerdings fand sich kein Interessent und die Landesregierung musste die Hütte wieder in eigener Regie betreiben. Auch scheiterte ihr Vorhaben, das Hüttenwerk für 80.000 Gulden zu verkaufen, da sie befürchtete, die Hütte zukünftig mit Verlust betreiben zu müssen. Der jährliche Reinertrag der Ludwigshütte belief sich für die landesherrschaftlichen Kassen nur auf 1.644 Gulden. Erst um 1830 war die Ludwigshütte erneut verpachtet.
Die Ludwigshütte war zu Beginn der 1830er Jahre zu einem respektablen Hüttenwerk angewachsen. Sie verfügte über einen älteren, aber mit einem neuen doppelten Zylindergebläse ausgestatteten Hochofen, einen Stabhammer mit zwei durch ein Zylindergebläse ausgestatteten Feuern, den Hatzfelder Stabhammer mit zwei Feuern und den Auhammer mit einem mit zwei Feuern ausgestatteten Stabhammer und einem mit einem Feuer betriebenen Zainhammer. Dazu kamen zahlreiche Betriebsgebäude und Wohnhäuser für die Beschäftigten. Es waren darüber hinaus zahlreiche Eisensteinbergwerke dem Hüttenwerk angegliedert. Die Ludwigshütte produzierte rund 11.000 Zentner Roheisen im Jahr, wovon die Hütte den größeren Teil selbst zu Stabeisen verarbeitete. Ein weiterer Teil ging auf die Hämmer zu Hatzfeld, Battenberg, Breidenstein und das noch überschüssige Roheisen wurde nach auswärts verkauft.
Der Personalstand des gesamten Hüttenwerks war recht umfangreich. Deren Leiter wurde durch einen Buchhalter, vier Büroarbeiter und einem Aufseher sowie einen Faktor zu Battenberg unterstützt. Der Hochofen zählte acht Arbeiter und Tagelöhner, die Formerei umfasste zehn bis 20 Personen je nach Bedarf, die Hammerwerke zählten jeweils sechs Hammerschmiede je Hammer. Die zugehörigen Bergwerke beschäftigten etwa 80 Bergleute. Der unmittelbare Personalbestand der Ludwigshütte umfasste rund 140 Mitarbeiter. Des Weiteren arbeitete noch eine große Anzahl an Tagelöhnern, Fuhrleuten, Köhler und weitere Arbeitskräfte mittelbar für das Hüttenwerk.

## Der Verkauf der Ludwigshütte an Krafft & Wernher 1835
Die Märzrevolution von 1830 führte mit zu einer Wende in der Wirtschaftspolitik des Großherzogtums Hessens hin zu einem freien Unternehmertum, die allerdings auch auf die gesamtwirtschaftliche und finanzielle Situation zurückzuführen war. Der autokratische Regierungsstil des Kurfürsten in Sorge um die Souveränität seines Staates führte in den zollpolitischen Auseinandersetzungen mit seinen Nachbarn zu einer völligen Überschätzung der eigenen wirtschaftlichen Leistungsfähigkeit. Die zollpolitischen Abwehrmaßnahmen brachten das Großherzogtum Hessen an den Rand einer Finanzkrise, die nur durch den Beitritt zum preußisch dominierten Zollverein 1834 abgewendet werden konnte.
Diese Neuorientierung in der Wirtschaftspolitik zeigte sich im Montanwesen mit dem Bau der Kilianshütte, als Justus Kilian (1792–1859) von der Regierung des Großherzogtums Hessen 1831 die Konzession erhielt, eine Eisenschmelze mit einem Stabhammer zu errichten, die er 1834 in Betrieb nahm. Die Kilianshütte wurde später Teil des Hessen-Nassauischen Hüttenvereins. Nachdem Kilian Anfang der 1850er Jahre in finanzielle Schwierigkeiten geraten war und die Landesregierung sowie die Ständekammer fiskalische Unterstützungen abgelehnt hatte, verkaufte er 1852 notgedrungen die Hütte weit unter Wert an den Grafen Wilhelm von Reichenbach-Lessonitz (1824–1866). Nach dessen Tod 1866 ging das inzwischen in Wilhelmshütte umbenannte Werk an seine Erben, der Gräfin Amélie von Reichenbach-Lessonitz (1838–1912) und der Prinzessin Pauline von Löwenstein-Wertheim-Freudenberg (1858–1925), über, die sie dann 1892 an den Hessischen-Nassauischen Hüttenverein nach langwierigen Übernahmeverhandlungen veräußerten.
Die neu errichtete Kilianshütte mit ihren zwei Hochöfen, ihrem Hammerwerk und ihrer Gießerei machte der schwerfällig und bürokratisch geführten Ludwigshütte erhebliche Konkurrenz, und minderte deren Ertragslage. Zudem hätte die Landesregierung erhebliche Finanzmittel für Ersatzinvestitionen aufbringen müssen, und dies hätte ihren Gewinn in Zukunft weiter geschmälert. Die zweite Kammer der Landstände des Großherzogtums zweifelte in ihren Beratungen wiederholt den finanziellen Nutzen der Ludwigshütte als landesherrschaftlicher Betrieb an. Der Ausschuss bemerkte, „daß der Staat selbst überall nur mit Schaden Gewerbe treibe, und in der Regel dabei dem Staatszwecke geradezu entgegen arbeite.“
Daher entschloss sich die Landesregierung 1834/35, das Hüttenwerke zu verkaufen. Sie folgte auch mit diesem Entschluss der damaligen, sich allmählich durchsetzenden Wirtschaftspolitik, die landesherrschaftlichen Eigenbetriebe in privatwirtschaftliche Unternehmungen zu überführen und offerierte in mehreren Zeitungen den Verkauf des Hüttenwerks mit ihren angeschlossenen Hämmern und den dazugehörigen Bergwerken in den Gemarkungen Königsberg, Lixfeld, Rachelshausen, Rodheim im Kreis Gießen und Wommelshausen im Kreis Biedenkopf.
Die großherzogliche Landesregierung ließ am 4. Februar 1835 in der Großherzoglichen Hessischen Zeitung eine Bekanntmachung „Verkauf der Ludwigshütter Eisenwerke bei Biedenkopf mit den dazu gehörigen Eisenhämmern, Bergwerken und Güterstücken“ zu deren Versteigerung am 27. März 1835 veröffentlichen und setzte das Mindestgebot auf 200.000 Gulden fest. Diese Ausschreibung enthält eine detaillierte Auflistung der zum Hüttenwerk gehörigen Anlagen, die einen guten Einblick in seine technische Ausstattung liefert. Das Großherzogtum wiederholte die Ausschreibung in einer Kurzfassung am 12. Februar und abermals am 3. März 1835. Eine parallele Bekanntmachung erfolgte in der Allgemeinen Zeitung vom 10. Februar 1835, die am 19. Februar, 5. März und kurz vor der Versteigerung am 23. März 1835 nochmals erschien.
Friedrich August Wernher (1811–1887) aus Darmstadt, dessen Vater Johann Wilhelm Wernher (1767–1827) Großherzoglicher Hessischer Geheimer Staatsrat war, und Joseph B. Barth aus Frankfurt a. M. im Auftrag des Bergrats Georg Buderus I (1777–1840) bewarben sich um den Ankauf der Ludwigshütte. Wernher hatte sich durch mehrjährige Reisen und Aufenthalte in England, Frankreich und den Niederlanden über die neuesten Technologien im Eisenhüttenwesen informiert, und sah nun die Möglichkeit, dieses Wissen mit dem Erwerb der Ludwigshütte praktisch umzusetzen. Er bot im Vorfeld der Versteigerung Barth an, diesem eine Abstandssumme von 8.000 Gulden zu zahlen, wenn er sich von der Versteigerung zurückziehen würde. Barth akzeptiere nach Rücksprache mit Georg Buderus diese Offerte und die Ludwigshütte ging an ihn und seinen Mitgesellschaftern, dem Geheimen Staatsrat Friedrich Schenck (1790–1868) zu Darmstadt und dem Tabakunternehmer Philipp Casimir Krafft zu Offenbach (1773–1836).
Möglicherweise wollten Wernher und Barth vermeiden, den Ankaufspreis des Hüttenwerks bei der Versteigerung gegenseitig in die Höhe zu treiben, womit ihnen beiden später die notwendigen Finanzmittel für eine umfassende Modernisierung des Werks gefehlt hätten. Wernher und seine Mitgesellschafter zahlten für das Hüttenwerk 204.000 Gulden und für die auf der Hütte noch befindlichen Rohstoffe, Halb- und Fertigwaren 74.175 Gulden sowie die vereinbarte Abstandssumme von 8.000 Gulden an Buderus, sodass sie auf eine Gesamtsumme von 286.175 Gulden kamen. Das neue Unternehmen firmierte unter dem Namen „Krafft & Wernher“.
Die neuen Besitzer investierten umgehend in die Ludwigshütte. Sie errichteten einen zweiten Hochofen und gliederten der Hütte eine Maschinenwerkstatt an, die rund 60 Mitarbeiter zählte. Die Maschinenwerkstatt verfügte über eine kleine Dampfmaschine zum Antrieb der Werkzeugmaschinen. Sie produzierte Achsen, Mühlgeschirre, Ofenbeschläge, gröbere Maschinenteile und sonstige Gerätschaften. Die beachtenswerte Neuerung war die Nutzung der Hochofengichtgase zur Winderhitzung und die Einführung des Puddelverfahrens. Beide Verfahren galten um 1837 in Deutschland als technologische Neuerungen und die Ludwigshütte zählte nunmehr zu den modernsten und fortschrittlichsten Hüttenwerken.
Eine weitere Neuerung war die Inbetriebnahme zweier mit Koks beheizter Kupolöfen, deren Wirkungsgrad durch die Ausnutzung der Gichtgase der beiden Hochöfen weiter gesteigert wurde. Die Ludwigshütte konnte mit der Anwendung des Puddelverfahrens und der beiden Kupolöfen ein sehr hochwertiges Schmiedeeisen in zweiter Schmelzung herstellen. Das überschüssige Roheisen verkaufte die Ludwigshütte an das Hammerwerk zu Arfeld bei Battenberg und an den Niederlaaspher Hammer, den die Familie Jung nach dessen Erwerb 1850 zur Amalienhütte ausbaute.
Der Betrieb des Puddelofens unter Ausnutzung der Gichtgase war jedoch technisch nicht ausgereift und erfüllte nicht die Erwartungen, sodass er nur mit Verlust in Gang gehalten werden konnte. Schließlich gab die Ludwigshütte das unrentable Puddelverfahren 1843 wieder auf, bis sie Anfang der 1850er Jahre einen erneuten Versuch mit zwei Puddelöfen unternahm, von denen aber nur einer in Betrieb ging, der allerdings aufgrund von Wassermangel zum Antrieb der Wasserräder für die Winderhitzer nur zeitweise in Produktion stand.
Auch der Betrieb der Kupolöfen verursachte vielfache Schwierigkeiten, insbesondere bei der Versorgung mit ausreichendem Brennstoff. Die Ludwigshütte bezog zu deren Beheizung Steinkohlenkoks aus dem Ruhrgebiet trotz einer fehlenden Eisenbahnlinie. Der Landtransport von Massengütern wie Steinkohle verursachte bei den seinerzeit vorherrschenden schlechten Straßenverhältnissen enorme Kosten, sodass die Kupolöfen nicht kontinuierlich liefen und am Ende der 1840er Jahre wahrscheinlich auch stillstanden.
Die wirtschaftliche Krise von 1840 bis 1844, die besonders die Eisenhüttenindustrie in Mitleidenschaft zog, verschlechterte weiter die finanzielle Situation der Ludwigshütte. Wernhers Mitgesellschafter waren nicht mehr bereit, seine zukunftsweisenden, aber kostspieligen technischen Neuerungen mit zu tragen. Er schied im Mai 1842 unter Verlust seines Anteils und seines Privatvermögens aus dem Unternehmen aus. Wernher fand umgehend eine neue Anstellung als Direktor des Eisenwerks der Gebrüder Benckiser zu Pforzheim und erwarb sich später als Baudirektor der Taunus-Eisenbahn und der Hessischen Ludwigsbahn einem Namen als hervorragender Eisenbahningenieur.
Die Ludwigshütte wurde nach dem Weggang von Wernher unter dem Firmennamen „Verwaltung der Ludwigshütte“ weiter betrieben. Sie stand zunächst unter der Leitung des Buchhalters August Voelcker und nach dessen Ausscheiden von 1844 an unter der Führung des Bergrats Ludwig Wilhelm Schenck (1817–1868), der der Sohn des Mitbegründers Friedrich Schenck war. Das Unternehmen firmierte nun unter dem Namen „Gesellschaft Ludwigshütte“. Die neue Firmenleitung erwarb weitere Bergbauberechtigungen im Bergrevier Biedenkopf und nahm zahlreiche technische Verbesserungen vor, um die Ertragfähigkeit des Werkes zu steigern.
Die Ludwigshütte, die bislang als offene Handelsgesellschaft agierte, wurde 1852 in eine Aktiengesellschaft „Direktion der Gesellschaft Ludwigshütte“ mit einem Aktienkapital von 360.000 Gulden umgewandelt, das zu gleichen Teilen von den beiden Familien Krafft und Schenck gehalten wurde. Jedoch scheinen sie wenig Hoffnung auf eine zukünftige wirtschaftliche Prosperität der Ludwigshütte gehabt zu haben und verkauften das Werk 1857 an die Bank für Handel und Industrie zu Darmstadt und an die Mitteldeutsche Creditbank zu Meiningen zur Förderung von Industrie und Handel, wobei sicherlich Friedrich Schenck als ehemaliger Direktor der zweiten Kammer der Ober-Finanzkammer seine guten Beziehungen zu den Darmstädter Banken zu nutzen wusste.

## Die Ludwigshütte im Besitz der Darmstädter Bank und der Mitteldeutschen Creditbank
Das Kölner Bankgewerbe als ein wesentlicher Kreditgeber der Eisenindustrie im Lahn-Dill-Raum, so auch für die Schelderhütte und die Adolfshütte, trat bereits Ende der 1850er Jahre mit einem weitreichenden und in die Zukunft orientierten Vorhaben über die „Bank für Handel und Industrie zu Darmstadt“ an die dortigen Montanunternehmer heran. Die Darmstädter Bank und die Mitteldeutsche Creditbank schlugen in einem umfassenden „Programm“ 1857 die Zusammenlegung aller Hüttenbetriebe mit ihren Gruben zu einer einzigen Gesellschaft vor, die „die Roh-, Guß- und Frischeisenproduktion bei Holzkohlen bzw. Coaks und Stein- oder Braunkohlen in die Hand nimmt. (…) Es scheint nicht zu viel gesagt, wenn man annimmt, daß durch einen rationellen und zeitgemäßen Betrieb (: wohin wir besonders Verminderung der Hochöfen von 17 auf 6 bis 7 von relativ grösserer Produktionsfähigkeit, Erbauung einiger Coakshoföfen bei Vollendung der Eisenbahn, Umwandlung von 8 bis 10 Hütten in Gießereien, Puddel- und Walzwerke rechnen:) der Nettogewinn leicht auf das Doppelte erhöht werden könnte“.
Beide Banken propagierten einen Zusammenschluss der Besitzer Freiherr von Wittgenstein mit der Friedrichshütte, Jung mit der Amalienhütte, Bergrat Schenck von der Ludwigshütte, Ludwig Haas für die Oberschelderhütte und Giebeler für die Adolfshütte unter ihrer Vermittlung und Mitwirkung „zur Begründung einer anonymen Gesellschaft zum Zwecke der Betreibung der Eisenindustrie im weitesten Sinne“. Dieser Kreis sollte die Kerngesellschaft bilden, der sich weitere Hütten bei Bedarf anschließen konnten. Des Weiteren war vorgesehen, dass die Gesellschaft die von Jung betriebene Eibelshäuser Hütte sowie die von Wilhelm Hennes & Co. aus Bensberg geleitete Ebersbacher Hütte (Neuhütte) in Pacht nehmen sollte. Das Vorhaben der beiden Bankhäuser sah im Endstadium vor, dass sich insgesamt 14 Hütten mit ihrem Grubenbesitz zu einem gemeinsamen Montankonzern im Lahn-Dill-Raum zusammenschließen sollten.
Die Darmstädter und Meininger Bank erwarben im Mai 1857 die „Direktion der Gesellschaft Ludwigshütte“ von den Erben des Staatsrats Schenck und der Firma Philipp Krafft zu Offenbach für 360.000 Gulden. Zusätzlich mussten sie noch eine Entschädigung für Kasse, Wechsel, Außenstände, Rohstoffe und Fertigwaren in Höhe von 160.704 Gulden leisten. Die Bank für Handel und Industrie zu Darmstadt übernahm mit 240.000 Gulden 2/3 und die Mitteldeutsche Creditbank zu Meiningen mit 120.00 Gulden 1/3 der Anteile. Sie wandelten 1859 das Hüttenwerk unter den Firmennamen „Oberhessischer Hüttenverein zu Ludwigshütte“ in eine Aktiengesellschaft mit einem Kapital von 600.000 Gulden um, wovon 400.000 auf die Darmstädter und 200.000 auf die Meininger Bank entfielen.
Vor allem die Darmstädter Bank versuchte, mittels ganz unterschiedlicher Firmenbeteiligungen in einzelnen Industrieregionen Fuß zu fassen. Sie beabsichtigte, mit der Übernahme der Ludwigshütte Einfluss in der Lahn-Dill-Region auf die Montanindustrie zu gewinnen, um die dortigen Unternehmerfamilien zur Annahme ihres Planes zur Schaffung eines umfassenden Montankonzerns zu bewegen. Der „Oberhessische Hüttenverein zu Ludwigshütte“ sollte als Kern dieses anvisierten Konzerns dienen, dem sich die anderen Hüttenbesitzer anschließen konnten.
Die nassauischen Hüttenbetreiber, so auch die Familie Jung, gingen allerdings nicht auf das Angebot der beiden Banken ein, sondern befürworteten weiterhin aus Tradition eine Unternehmenskonzeption auf der Basis der regionalen Familiennetzwerke. Sie befürchtete sicherlich auch einen zu starken unternehmerischen Einfluss dieser zwei auswärtigen Banken in einem gemeinsamen Konzern. Diese Bedenken schienen nicht unbegründet gewesen zu sein, da hinter der im April 1853 als erste moderne deutsche Aktien-Kreditbank gegründeten Darmstädter Bank ein Konsortium aus den einflussreichen Kölner Bankiers Abraham (1804–1878) und Simon Oppenheim (1803–1880) vom Bankhaus Sal. Oppenheim jun. & Cie. sowie Gustav von Mevissen (1815–1899), Wilhelm Ludwig Deichmann (1798–1876), Victor Wendelstadt (1819–1884) vom Schaaffhausen’schen Bankverein stand. Die Pariser Bank Société Générale du Crédit Mobilier war über die Familie Oppenheim umfangreich an der Darmstädter Bank beteiligt. Ein Konsortium aus Frankfurter, Kölner und Hamburger Bankiers hielt die im Februar 1856 ins Leben gerufene Mitteldeutsche Creditbank zu Meiningen.
Der Plan zur Schaffung eines Gesamtkonzerns im Lahn-Dill-Gebiet scheiterte am Widerstand der regionalen Hüttenbetreiber, und beide Bankhäuser mussten die Ludwigshütte alleine betreiben. Allerdings warf sie in den nächsten Jahren keine Gewinne ab und belastete ihre Bilanzen durch erhebliche Abschreibungen, obwohl die Leitung der Hütte aus Sicht der Besitzer in den Händen erfahrener Fachleute lag und ebenso umfangreiche Investitionen zur Modernisierung der technischen Einrichtungen vorgenommen wurden: „Dieselbe konnte zwar nach den Zeitverhältnissen günstige Resultate nicht liefern; indessen erscheinen die Aussichten für die Zukunft besser, und ist die Direktion in guten Händen.“ Diese 1860 geäußerte Erwartung der Meininger Creditbank nach einer wirtschaftlichen Gesundung der Ludwigshütte erfüllte sich aber nicht. Zwei Jahre später 1862 musste sie konstatieren: „Da die Eisenindustrie im vorigen Jahre vollständig darniederlag, so konnte auch die Ludwigshütte eine Dividende nicht liefern.“ Gleichwohl gab die Meininger Bank die Hoffnung auf eine wirtschaftliche Gesundung nicht auf. Drei Jahre später 1865 blickte sie etwas optimistischer in die Zukunft, dass die Ludwigshütte nunmehr Gewinne abwerfen würde.
Die Ludwigshütte erzeugte zwar 1861 Roheisen, Gusswaren, Schmiedeeisen, Wagenachsen und Maschinenteile im Wert von 441.953 Gulden. Jedoch ließen die erheblichen Gestehungskosten des mit Holzkohlen betriebenen Werks gegenüber den mit Koks betriebenen Hütten vor allem im Ruhrgebiet kaum ausreichende Gewinne zu. Das Hüttenwerk musste vielfach sein Holzkohlenroheisen unter den Gestehungskosten auf dem Markt anbieten. Infolge dieses ruinösen Wettbewerbs reduzierte die Ludwigshütte ihre Roheisenproduktion und versuchte über eine Absatzsteigerung an Gusswaren, Schmiedeeisen, Wagenachsen und Maschinenteile, die Verluste bei der Roheisenerzeugung auszugleichen.
Auch erschwerte eine fehlende Eisenbahnanbindung an das Ruhrgebiet einen kostengünstigen Antransport von Koks, womit eine Umstellung der mit Holzkohlen betriebenen Hochöfen und Hammerwerke auf Koks aufgrund der hohen Transportkosten keinen wirtschaftlichen Vorteil gebracht hätte. Auch die Beteiligung der Ludwigshütte an der allgemeinen Ausstellung zu Paris und deren Auszeichnung mit dem Prädikat „Ehrenvolle Erwähnung“ konnte ihre wirtschaftliche Prosperität nicht verbessern.
Schließlich entschlossen sich beide Bankhäuser 1869, dieses defizitäre Unternehmen wieder abzustoßen. Die Darmstädter Bank folgte nun der Unternehmensphilosophie ihres Initiators Gustav von Mevissen: „Als Regel wird festgesetzt, daß die Bank direct nur mit grossartig fundirten industriellen Instituten, Actien-Gesellschaften und mit industriellen und Bankhäusern ersten Ranges arbeitet, dagegen keine Verbindung mit der kleineren und mittleren Industrie, als ihrem Wirkungskreis zu sehr entrückt und ihrer Operation zu schwer von Darmstadt aus zu beurtheilen, unterhalten soll“.
Die Darmstädter Bank trennte sich sukzessiv von ihren Beteiligungen an kleineren und mittleren industriellen Unternehmungen, so auch von der Ludwigshütte. Eine spätere Mitteilung der Bank urteilte rückblickend über diese Zeit der Beteiligung im Montansektor wie folgt: „Die anderen Werke haben so erhebliche finanzielle Verluste gebracht, dass die Bankleitung auf Jahrzehnte hinaus eine entschiedene Abneigung gegen derartige Unternehmungen und insbesondere gegen die Beteiligung an Montanwerken bewahrte.“ Auch die Meininger Creditbank hielt schließlich ihre Beteiligungen an industriellen Unternehmungen für missglückt und folgte dem Schritt der Darmstädter Bank, indem sie diese aufgab.

## Die Familie Jung und die Ludwigshütte
Die Familie Jung nutzte den Rückzug der beiden Banken von ihren industriellen Beteiligungen insbesondere im Montansektor für ihre unternehmerischen Interessen aus. Sie sah mit dem Erwerb der Ludwigshütte ein großes unternehmerisches Potenzial für ihr Gesamtunternehmen, dass sie neben der Eibelshäuser Hütte und der Amalienhütte um ein drittes Hüttenwerk erweitern konnte. Möglicherweise erhielt sie von der Familie Schenck als ehemalige Mitbesitzer der Ludwigshütte die entsprechenden Insidertipps, dass die beiden Banken den Verkauf des Hüttenwerks planten. Die Familie Jung war über die Familie Vogel aus Siegen entfernt mit der Familie Schenck verwandt und Gustav Jung kannte den Bergrat Ludwig Wilhelm Schenck aus ihrer gemeinsamen Mitgliedschaft im „Verein zum Verkaufe von nassauischen Roheisen“.
Die Familie Jung schloss am 15. Juni 1869 mit beiden Banken einen Vertrag und übernahm die Aktien des Oberhessischen Hüttenvereins im Nennbetrag von 600.000 Gulden, wovon 400.000 Gulden die Darmstädter und 200.00 Gulden die Meininger Bank entsprechend ihrer Anteile erhielten. Das Aktienkapital hatte sich in den zehn Jahren von 1859 bis 1869 nicht vermehrt, vielmehr war es inflatorisch bereinigt sogar gesunken. Werden zudem ihre erheblichen Investitionen in das Hüttenwerk mit in Betracht gezogen, so war ihre Beteiligung ein erhebliches Verlustgeschäft. Die Jungs waren hingegen eine alt eingesessene Unternehmerfamilie aus der Region, die über die notwendigen Erfahrungen, das kaufmännische Geschick, die erforderlichen geschäftlichen Netzwerke und das erforderliche Kapital verfügten, um die Ludwigshütte gewinnbringend zu führen.
Die Familie Jung nahm zunächst keine Veränderungen am äußeren Aufbau der Gesellschaft vor, lediglich die Verwaltung ihres umfangreichen Grubenbesitzes wurde zusammengelegt. Sie besetzte gemäß ihrer Unternehmenspolitik nun die Positionen im Verwaltungsrat: Am 1. August 1869 traten Ferdinand Jung (1811–1883) zu Dillenburg, Friedrich Jung (1820–1902), Julius Jung (1822–1892), Gustav August Jung (1824–1904) und Julius Conrad (1839–1894), der Sohn von der Tochter Amalie (1812–1860) von Johann Jakob Jung (1779–1847), sämtlich zu Steinbrücken ihre Funktionen an. Die Familie Jung bestimmte Ferdinand Jung zum Präsidenten des Verwaltungsrates und Gustav Jung zu seinem Stellvertreter.
Die technische Leitung des Hüttenwerks behielt zunächst Georg Noll, der es bereits unter der Regie der beiden Bank geführt hatte. Allerdings entsprach dies nicht der Unternehmensphilosophie der Familie Jung, die Führung eines ihrer Unternehmungen in außerfamiliären Händen zu belassen. Noll schied bereits Anfang 1870 aus dem Oberhessischen Hüttenverein aus und drei zu Direktoren ernannte Angestellte – Georg Conrad Frohnhäuser, Georg Fleischhauer und Emil Hecker – übernahmen die Betriebsführung, von denen Emil Hecker (1848–1902), der durch seine Heirat mit der Tochter Amalie (1850–1935) von Gustav Jung dessen Schwiegersohn geworden war, als späterer Geschäftsführer der Ludwigshütte eine bedeutende Rolle spielte.
Die Familie Jung konnte mit der Übernahme des Hüttenwerks gleichzeitig einen bedeutenden Grubenbesitz hinzugewinnen. Die wichtigsten Bergwerke, die eine kontinuierliche Förderung erlaubten, waren die Grube Königsberg in der gleichnamigen Gemarkung nordwestlich von Gießen und Unverhofft Glück in der Gemarkung Nanzenbach, die bereits vorher großen Mengen an Eisenstein förderte, und durch die Familie Jung weiter ausgebaut wurde. Unverhofft Glück baute 1872 mit einer Belegschaft von 36 Bergleuten 161.805 Zentner Eisenstein im Wert von 20.876 Reichstalern ab, womit sie die höchste Förderleistung aller Jung’schen Bergwerke erzielte. Die Grube Königsberg gewann im selben Jahr mit 24 Bergleuten 33.145 Zentner Roteisenstein im Wert von 5.477 Reichstalern.
Die Ludwigshütte erweiterte unter der Regie der Familie Jung in den nächsten Jahren ihren Grubenbesitz kontinuierlich. Bereits im August 1869 erhielt sie vom Oberbergamt Bonn die Bergwerke Bellnhausen in den Gemeinden Bellnhausen, Sinkershausen und Runzhausen – Kreis Biedenkopf im Regierungsbezirk Wiesbaden –, die Grube Alberg in den Gemeinden Runzhausen und Bellnhausen und Ritschtal in den Gemeinden Rachelshausen und Runtzhausen – beide im Kreis Biedenkopf im Regierungsbezirk Wiesbaden – zugesprochen. Es folgten 1871 die Grube Gotthelf in den Gemeinden Römershausen und Dernbach – Kreis Biedenkopf im Regierungsbezirk Wiesbaden, 1872 die Grube Hohlgarten in der Gemeinde Rodheim – Kreis Biedenkopf im Regierungsbezirk Wiesbaden -, 1873 das Eisenerzbergwerk Hermann in der Gemeinde Niederlaasphe – Kreis Wittgenstein im Regierungsbezirk Arnsberg - und 1874 die Gruben Köpfchen, Capitol, Eselskopf und Geisberg in der Gemeinde Königberg – Kreis Biedenkopf im Regierungsbezirk Wiesbaden -, Stumpf in der Gemeinde Königsberg – Kreis Biedenkopf im Regierungsbezirk Wiesbaden – und Ariadne II sowie Rillscheid II in der Gemeinde Rodheim – Kreis Biedenkopf im Regierungsbezirk Wiesbaden.
Am 1. Januar 1874 löste die Familie Jung die bisherige Aktiengesellschaft Oberhessischer Hüttenverein zu Ludwigshütte auf und führte das Hüttenwerk mit Beibehaltung der Geschäftsführung und Betriebsleitung unter der Firmenbezeichnung „J.J. Jung zu Ludwigshütte“ neben den beiden anderen Unternehmungen der Familie „J.J. Jung zu Steinbrücken“ (Eibelshäuser Hütte) und „J.J. zu Amalienhütte“. Als mit der organisatorischen Zusammenlegung dieser bisher weitgehend selbstständig agierenden Unternehmen der Hessen-Nassauische Hüttenverein (HNHV) 1883 geschaffen wurde, wurde die Ludwigshütte Teil dieser neuen Firma, deren Zielsetzung es sein sollte, durch eine stärkere Zusammenarbeit und Aufgabenteilung der drei Unternehmen Überschneidungen in der Fabrikation zu vermeiden. Die Familie Jung nahm den Namen „Oberhessischer Hüttenverein“ zum Vorbild für die Namensgebung des neuen Unternehmens „Hessen-Nassauischer Hüttenverein“.
Die alten Hammerwerke waren, soweit sich nicht auf die Herstellung von Kleineisenzeug spezialisierten, gegenüber dem Puddelverfahren nicht mehr konkurrenzfähig. Die Ludwigshütte gab, wie die anderen Werke des HNHVs, ihre Hammerwerke auf. Der Auhammer bei Battenberg ging im Mai 1874 für 12.000 Reichstaler an die Firma Hasenclever & Sohn. Zwei Jahre später 1876 brach die Familie Jung auch den Hammer zu Hatzfeld ab und verkaufte seine Einrichtung für 6.000 Reichsmark. Als Ersatz für die Schmiedeeisengewinnung und um zudem einen Großabnehmer für das auf den Jung’schen Holzkohlenhochöfen anfallende Massel- und Schrotteisen zu schaffen, entschloss sich die Familie Jung ein Puddel- und Walzwerk in Wetzlar-Niedergirmes zu errichten. Dieses Werk ging am 20. März 1876 unter der Firmenbezeichnung „J.J. Jung-Walzwerk“ in Betrieb und wurde später nach der Mutter von Heinrich Jung Caroline (1802–1892), eine geborene Stift, ihr zu Ehren in Carolinenhütte umbenannt.
Der erste 1873 erschienene Band des „Handbuchs der Leistungsfähigkeit der gesammten Industrie Deutschlands, Oesterreichs, Elsass-Lothringens und der Schweiz“ von Christoph Sander enthält eine Anzeige der Ludwigshütte unter ihren neuen Besitzern der Familie Jung, die einen aufschlussreichen Überblick zu den Produktionsstätten und Produkten gewährt: „Oberhessischer Hüttenverein zu Ludwigshütte b. Biedenkopf. Provinz Hessen, Regierungs-Bezirk Wiesbaden. Etablissements: Hüttenwerk, Fabrik von Eisengusswaaren, Fabrik von Wagenachsen, Hammerwerk zu Ludwigshütte, Hammerwerk zu Hatzfeld u. Hammerwerk zu Auhammer liefert: aus Rotheisenstein aus eigenen Bergwerken reinstes Holzkohleneisen, als: a) Roheisen. b) Gusswaaren, direct aus dem Hochofen gegossen. Oefen aller Art, Kochherde, Potterie aller Art, Abtrittsrohre, Schornsteinrohre, Ofenrohre, Wasserleitungs- und Brunnenrohre, Gartenmöbel, Grabkreuze und Grabmal-Umfriedungen, Maschinenstücke aller Art. Der Guss ist schön von Farbe, sauber gegossen, leicht und dauerhaft. c) Schmiedeeisen bei Holzkohlen erfrischt und gehämmert, Pflugtheile aller Art. d) Maschinen verschiedener Art, Achsen für Wagen, Chaisen Pflüge.“
Die Familie Jung nahm 1880 mit den Produkten der Ludwigshütte an der Gewerbe- und Kunstausstellung in Düsseldorf teil, um auf deren Leistungsfähigkeit hinzuweisen: „J. J. Jung, Eisengiesserei zu Ludwigshütte b. Biedenkopf, sowie Gruben-, Walzwerk- und Hochofenbesitzer. Collection Eisensteine und Roheisenproben, Walzwerks-Produkte, Gusswaaren und Oefen“. Diese Veranstaltung in Düsseldorf wurde vom breiten Publikum als eine Ausstellung von nationaler und internationaler Bedeutung wahrgenommen.
Die Familie gab sukzessive in den 1880er und 1890er Jahren die unrentabel gewordene Eisengewinnung in den Holzkohlehochöfen auf und ging zum Kupolofenbetrieb über. Als nach der Fertigstellung der Eisenbahnlinie Marburg-Laasphe im Jahre 1883 die Ludwigshütte Anschlussgleise erhielt, konnte das Hüttenwerk kostengünstig Steinkohlenkoks aus dem Ruhrgebiet beziehen. Zugleich nahm sie Kupolöfen in Betrieb und legte drei später 1886 die Hochöfen auf Holzkohlenbasis still. Die Ludwigshütte verfügte bereits seit den 1830er Jahren über Kupolöfen, allerdings ist nicht eindeutig zu klären, ob die Familie Jung nach der Übernahme des Werks die dort vorhandenen Kupolöfen stillgelegt oder ob sie diese weiter betrieben hatte.
Die Ludwigshütte war nun wie die anderen Werke des HNHVs auf der einen Seite ein Bergwerks- und auf der anderen Seite ein Gießereiunternehmen. Die dazwischen gelagerte Stufe der Eisenverhüttung fehlte und das Werk musste ihr Gießroheisen von fremden Erzeugern hinzukaufen, womit sie stark von den Marktschwangen abhängig war. Erst als der HNHV das Hochofenwerk Oberscheld 1905 in Betrieb nahm, wurde diese Lücke in der Produktionskette wieder geschlossen. Das neue Hochofenwerk versorgte die Werke des HNHVs nunmehr mit dem notwendigen Gießroheisen.
Die Familie Jung erweiterte mit der Wiederinbetriebnahme der Kupolöfen auf der Ludwigshütte deren Produktionsprogramm mit der Aufnahme neuer Betriebseinrichtungen. Die Ludwigshütte erhielt als erste Gießerei in Hessen-Nassau 1888 ein Emaillierwerk, in dem zunächst nach dem Naßauftragverfahren Sanitätsguss und Poteriewaren emailliert wurden. Die Ludwigshütte führte Auftragsarbeiten zur Emaillierung von den anderen Werken des HNHVs und ebenso von den Buderuswerken aus. Schließlich ging das Werk zur Emaillierung von Öfen- und Herden über. Die Ludwigshütte erzeugte 1897 insgesamt 3.115 t Guss mit einer Belegschaft von 348 Arbeitern und 14 Beamten. Um 1900 umfasste ihre Produktpalette nahezu alle Gegenstände, die im Gussverfahren hergestellt werden konnten.
Die Ludwigshütte wurde ab 1910 über die Ringleitung der Überlandzentrale des HNHVs mit elektrischer Energie versorgt, die als Antriebskraft für die Abhebeformmaschinen, Kräne und Elektrowerkzeuge diente. Die Leitung wurde über eine Stichleitung an das Transformatorenhaus am Kranberg angeschlossen, das zu den ältesten Trafohäusern in der Region zählte.

## Die Ludwigshütte im Buderus-Konzern
Die Ludwigshütte geriet wie die anderen Standorte des HNHVs in den 1920er Jahren in erhebliche finanzielle Schwierigkeiten. Als im Zuge der Weltwirtschaftskrise von 1929 zwei Bankhäuser ihre dem HNHV gewährten Kredite zurückforderten, musste die Familie Jung mit dem Buderus-Konzern 1932 eine Interessengemeinschaft eingehen, um das Unternehmen vor dem Zusammenbruch zu retten. Der HNHV ging schließlich am 1. Dezember 1935 zusammen mit der Ludwigshütte ganz auf den Buderus-Konzern über, der nun die Unternehmensstrategie bestimmte.
Während des Zweiten Weltkrieges war die Ludwigshütte wie die anderen Unternehmen der Region in die Kriegswirtschaft eingebunden. Nach dem Ende des Krieges nahm die Ludwigshütte die Ofen- und Herdproduktion mit dem Schwerpunkt auf Heiz- und Kochgeräte wieder auf. Buderus ließ die Herdproduktion 1950 und die Ofenproduktion 1965 auf der Ludwigshütte auslaufen. Sie übernahm stattdessen als Ausgleich, um die Gießerei und das Emaillierwerk zu erhalten, die Herstellung von Gussprodukten für die Elektroindustrie und die Emaillierung von Großboilern. Buderus legte schließlich 1976 die Gießerei und das Emaillierwerk still und verlagerte die Luft- und Klimageräteherstellung nach dem Werk Biedenkopf. Als Ersatz übernahm die Ludwigshütte nun Teile für die Flugzeugküchenherstellung des Buderus-Werkes Sell aus Herborn-Burg. Schließlich verringerte Buderus infolge interner struktureller Anpassungen diesen Bereich der Produktion auf der Ludwigshütte und die nicht mehr benötigten Gebäude wurden verkauft oder verpachtet. Die Stadt Biedenkopf wandelte das Areal in ein Industriegebiet um.

## Die Ludwigshütte heute

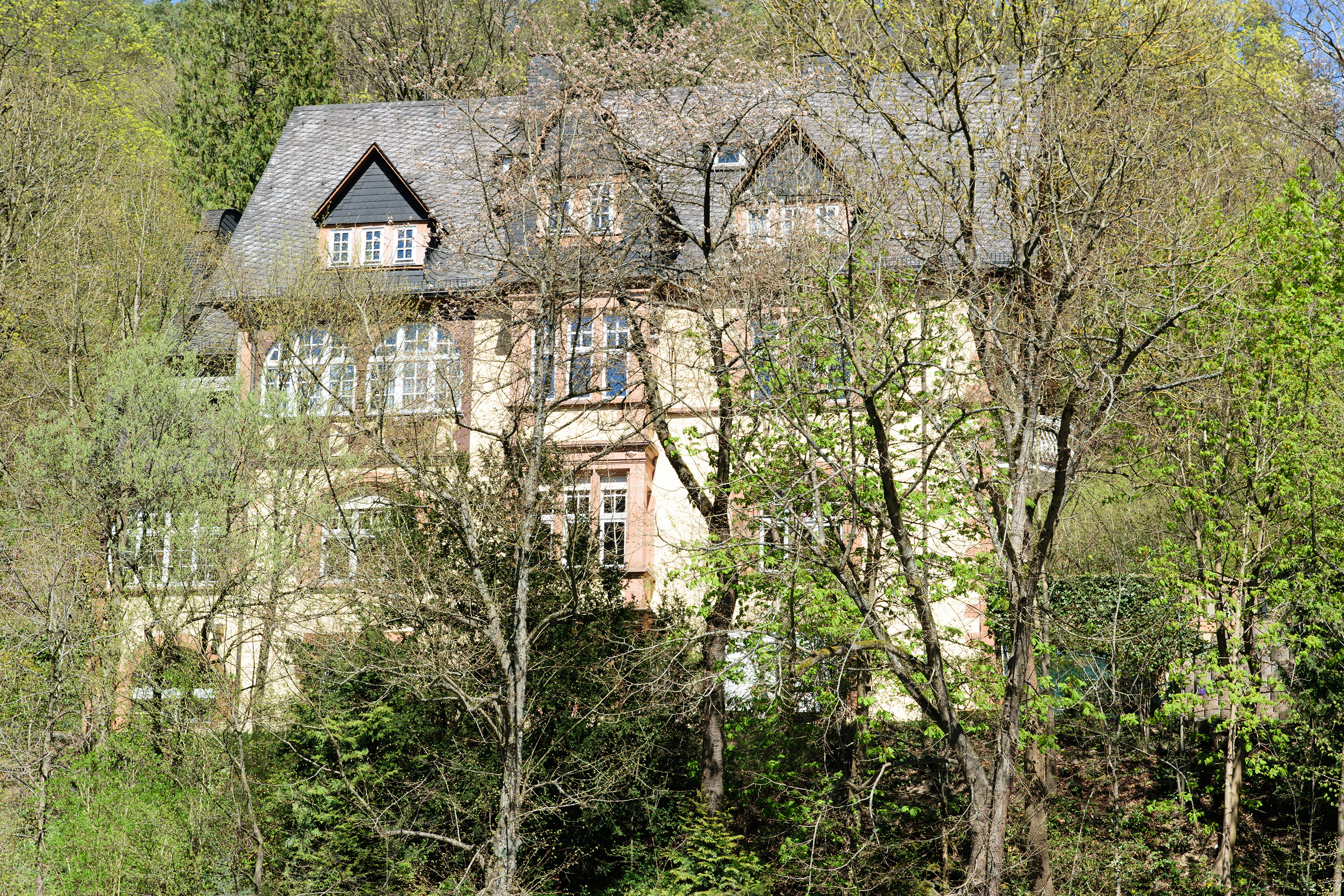
Die Direktorenvilla von 1906 im Jahr 2015

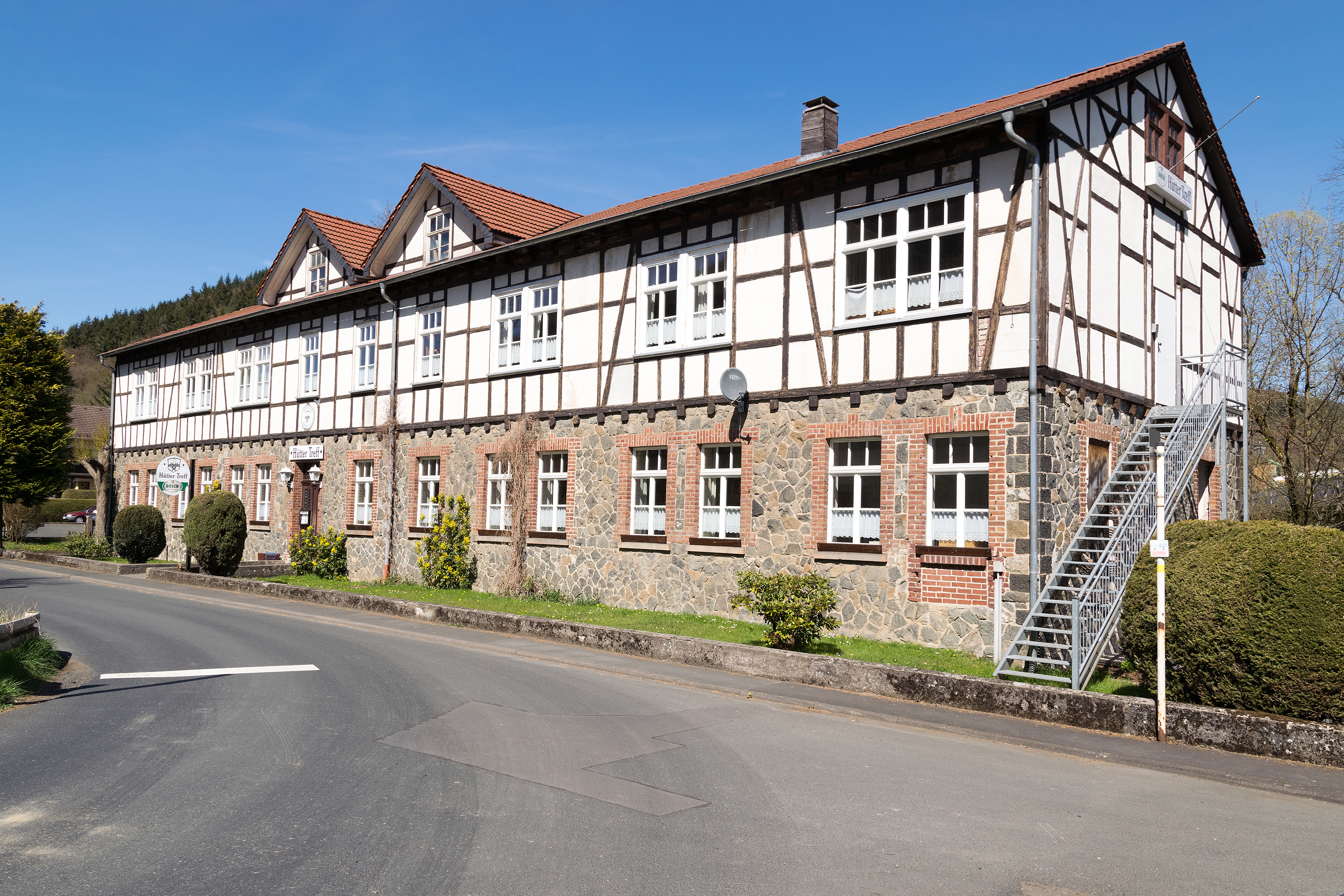
Das Verwaltungsgebäude von 1919 im Jahr 2015

Nach dem Übergang von Buderus auf die Robert Bosch GmbH 2003 gründete Bosch die Buderus Guss GmbH mit Sitz im benachbarten Breidenbach und 2007 ging die Ludwigshütte als Zweigwerk in dieses Unternehmen auf und stellt seitdem in erster Linie Bremsscheiben für die Automobilindustrie her.
Die umfangreichen Gebäude der Ludwigshütte wurden 2001/02 zum größten Teil abgerissen. Nur wenige Gebäude sind von der Jahrhunderte alten Ludwigshütte erhalten geblieben; so u. a. die Direktorenvilla von 1906, das Verwaltungsgebäude von 1919 und ein großes Magazingebäude, in dem sich heute ein Metallunternehmen befindet. Die Direktorenvilla und das Verwaltungsgebäude stehen heute unter Denkmalschutz.